# Алалгар
Алалгар, А-Лалгар или А-лал-гар (шум. a2-lal3-jar) — второй полумифический додинастический царь шумеров, правивший в первом допотопном городе Древнего Шумера Эриду, расположенном на юге Месопотамии. Вероятно, ему приписывалось божественное происхождение.
Время правления может относиться к периоду Джемдет-Наср (XXX в. до н. э.), который закончился потопом. Раскопки в Ираке выявили доказательства локальных наводнений в районе Шуруппака и других шумерских городов. Слои речных отложений, радиоуглеродным методом датируемых примерно 2900 г. до н. э., прерывают непрерывность поселений, расширяясь далеко на север до города Киш. Полихромная керамика периода Джемдет-Наср была обнаружена непосредственно ниже слоёв наводнений. Алалгар считается легендарным правителем шумеров, поскольку его существование не подтверждено другими источниками, кроме Ниппурского царского списка:
| Транслитерация | Перевод |
| --- | --- |
| 1. [nam]-lugal an-ta ed3-de3-a-ba 2. /eridug\ki nam-lugal-la 3. eridugki a2-lu-lim lugal 4. mu 28800 i3-ak 5. a2-lal3-jar mu 36000 i3-ak 6. 2 lugal 7. mu-<bi> 64800 ib2-ak | 1. После того, как царская власть была ниспослана с небес, 2. царская власть пребывала в Эриду. 3. В Эриду Алулим стал царём; 4. он правил 28800 лет. 5. Алалгар правил 36000 лет. 6. 2 царя; 7. они правили 64800 лет. |

Древнее Междуречье

В разных вариантах Царского списка продолжительность правления Алалгара заметно отличается:
- WB 444: 10 саров, что равняется 36000 лет.
- WB 62: 20 саров, что равняется 72000 лет.
- UCBC 9-1819: 3 сара, что равняется 10800 лет.
- Вавилонская история Бероса (царь Алапар): 3 сара, что равняется 10800 лет.

В любом случае принято считать, что древность и продолжительность правления допотопных царей значительно завышены. Существует предположение, что сары и неры должны восприниматься как годы и месяцы соответственно. В таком случае Алалгар правил всего 3, 10 или 20 лет.